# رودريغو غونزاليس توريس
رودريغو غونزاليس توريس هو سياسي تشيلي، ولد في 26 سبتمبر 1941 في فينيا ديل مار في تشيلي. نشط حزبياً في حزب للديمقراطية ‏. وقد انتخب عضو مجلس النواب التشيلي ‏ وقد انضم خلال فترته النيابية ‏ للكتلة البرلمانية نويفا ماياوريا ‏.